# FK Senica
FK Senica este o echipă de fotbal din orașul Senica, Slovacia, fondată în anul 1921.